# Атагіс білочеревий
Атагіс білочеревий (Attagis malouinus) — вид сивкоподібних птахів родини тинокорових (Thinocoridae).

## Поширення
Вид поширений в Південній Америці. Трапляється на південному заході Аргентини та на півдні Чилі. Мешкає у гірських степах та субальпійських луках.